# Célio Pompeu
Célio Antonio Pompeu Pinheiro Martins (Fortaleza, 10 dicembre 1999) è un calciatore brasiliano, centrocampista del St. Louis City.

## Carriera
Nato a Fortaleza, è cresciuto nei settori giovanili di Ceará, Botafogo-SP e Fortaleza. Nel 2016 si è trasferito negli Stati Uniti e nel 2019 si è iscritto alla Virginia Commonwealth University dove ha giocato con la squadra dell'Università, i VCU Rams.
Nel 2022 ha firmato un contratto con il St. Louis City con cui ha debuttato il 26 febbraio 2023 nell'incontro di MLS vinto 3-2 contro l'Austin FC.

## Statistiche

### Presenze e reti nei club
Statistiche aggiornate al 27 novembre 2023.
| Stagione        | Squadra          | Campionato      | Campionato | Campionato | Coppe nazionali | Coppe nazionali | Coppe nazionali | Coppe continentali | Coppe continentali | Coppe continentali | Altre coppe | Altre coppe | Altre coppe | Totale | Totale | Totale |
| Stagione        | Squadra          | Comp            | Pres       | Reti       | Comp            | Pres            | Reti            | Comp               | Pres               | Reti               | Comp        | Pres        | Reti        | Pres   | Reti   |        |
| --------------- | ---------------- | --------------- | ---------- | ---------- | --------------- | --------------- | --------------- | ------------------ | ------------------ | ------------------ | ----------- | ----------- | ----------- | ------ | ------ | ------ |
| 2022            | St. Louis City 2 | MNP             | 27         | 7          | USCup           | 2               | 0               |                    | -                  | -                  |             | -           | -           | 29     | 7      |        |
| 2023            | St. Louis City 2 | MNP             | 3          | 0          |                 | -               | -               |                    | -                  | -                  |             | -           | -           | 3      | 0      |        |
| 2023            | St. Louis City   | MLS             | 28         | 2          | USCup           | 2               | 0               |                    | -                  | -                  | LC          | 2           | 0           | 32     | 2      |        |
| Totale carriera | Totale carriera  | Totale carriera | 58         | 9          |                 | 4               | 0               |                    | 0                  | 0                  |             | 2           | 0           | 64     | 9      |        |